# Santa Fe Plaza
La Santa Fe Plaza est la principale place publique à Santa Fe, au Nouveau-Mexique, dans le sud-ouest des États-Unis. Elle est classée National Historic Landmark depuis le 19 décembre 1960 et est inscrite au Registre national des lieux historiques depuis le 15 octobre 1966. Le Palace of the Governors donne sur cette place.